# Maksim Vitus
Maksim Jur"evič Vitus (in bielorusso Максім Юр’евіч Вітус?; in russo Максим Юрьевич Витус?, Maksim Jur'evič Vitus; Vaŭkavysk, 11 febbraio 1989) è un ex calciatore bielorusso, di ruolo difensore.

## Carriera

### Club
Ha giocato nella prima divisione bielorussa ed in quella croata. Nel corso degli anni ha inoltre disputato anche 18 partite nei turni preliminari di Europa League.

### Nazionale
Tra il 2008 ed il 2010 ha giocato complessivamente 8 partite con la nazionale bielorussa Under-21.

## Palmarès

### Club

#### Competizioni nazionali
- Campionato bielorusso: 1

Dinamo Brest: 2019
- Coppa di Bielorussia: 1

Dinamo Brest: 2017-2018
- Supercoppa di Bielorussia: 3

Dinamo Brest: 2018, 2019, 2020